# Sztarisinsztvo i zvacsinsztvo
Sztarisinsztvo i zvacsinsztvo (Položaj starešine in vabljenje na svatbo) je knjiga Štefana Sijartoja z Večeslavec, ki je bil domanjševski evangeličanski šolmošter, ko so izdali knjigo. Sztarisinsztvo velja za osnovo prekmurskega knjižnega jezika.
Tiskar Sztarisinsztva je Antal Sziesz v Šopronu, verjetno sin Jánosa Siessa, ki je nekoč tiskal knjige Mikloša Küzmiča.

## Zgodovina knjige
Nezanesljivi podatki pravijo, da je avtor knjige Sijarto. Jožef Košič omeni, da evangeličani imajo kakšne svatbene knjige. Janoš Flisar je trdil 1925, da avtor knjige je Janoš Kardoš, dejanjsko samo on je prenaredil za tisk le drugi natis 1852, kateri obenem naslednje izdaje.
Predvidevajo, da je avtor Sztarisinsztva bil učitelj, ali kantor, ki je sestavljal rokopisne pesmarice cerkvenih in tudi posvetnih pesmi. Danes mnogo ljudi meni, da je Sztarisinsztvo napisal Sijarto.

## Knjiga
Popolni naslov knjige je Sztarisinsztvo, i zvacsinsztvo, szem szpodobnimi prilikami za volo, szvádbeni mladénczov. S. L. D. V drugi izdaji 1852 je bila Sztarisinsztvo i zvacsinsztvo vödáno po Udvary Ferenczi kermedinszkom knigovezári. Na lasztivnom sztroski. Ferenc Udvari je narejal nekaj knjig Košiča.
Knjiga je sestavljena iz treh delov. Prvi je pod naslovom Sztarisinsztvo, kateri se širi od 3. do 12. strana. Drugi del je Zvacsinsztvo od 13. do 43. strana. Od 43. do 54. strana pa so Zgovárjanya pri vecsérji po trej deáczki Oszobaj, tudi brez grafično označene meje.
Posamezni deli govorov v prev delu so enaki ali podobni v različnih madžarskih, medžimurskih ali prleških svatbenih knjižicah. Okvir celotnegatega starišinskega dela je verski, z navedbami iz svetega pimsa in s posnemanjem njegovega sloga. Največ dobesedbe skladnosti z madžarsko predlogo s konca 18. ali začetka 19. stoletja in nekoliko poznejšimi vsebujejo Zgovárjanya pri vecsérji ob prinašanju raznih jedil na mizo ob slovesu neveste doma.
Kot so še razgovori starešin pri večerji v verzih in kot govor Hi'snikov du'snoszt, tudi govor vünejsnyega sztaressina hváli ženitev prevedeni iz madžarščine iz 16. stoletja. Saj so vsa tri besedila parafraza svetopisemskega odlomka o ustvarjenju prvih ljudi.
Zgovárjanya treh dijakov so verjetno tudi prevedena vsaj v glavnem iz madžarščine in delno prilagojena domačim razmeram, ker najdemo podobne razgovore tudi v madžarskih knjižicah. Ti verzificirani razgovori v šestercih niso v nikakršni zvezi z zakonom (gostüvanjem), kvečjemu toliko, da zabavajo svate. V njih govori šolarska šegava, zbadljiva duhovitost, z bahavim naštevanjem tujih dežel.
Ob koncu prvega dela svojih šaljivih nastopov prosiji učenci (deáczki) svate darov za svoje potrebe in ko jih dobe, v drugem delu govorijo najprej resno, nato pa šaljivo o zakonu in kritično o ženskah, tudi s primeri iz Starega testamenta.
Zadnji del knjižice od 55. do 63. strana vsebuje pesmi. Ta del se v raznih natisih te knjige bistveno razlikuje. V prvi izdaji so naslovi z manjšim kurzivnom napisom označeni in prve med njimi: Fašenska slobouda (Pustna svoboda) se zdi tako grafično kot vsebinsko nadaljevanje razgovorov pred njo in njeno povezanost s svatbeno vsebino dokazuje tudi to, da se šele za njo pričenjajo s skupnim naslovom: Nike pesmi (Nekaj pesem). Vsaj tistim v prvi izdaji je tudi skupna tvarina iz zakonskega ali ljubezenskega življenja. Prva med njimi je: Edna po'salüvena mo'sá vzéte 'sené peszen, druga pa Od sztare 'sené i mládoga mo'sa. Zadnji je pesem Štefana Modrinjaka, štajerskega slovenskega pesnika (Od pét piáni báb).
Kardoš je podaljšal drugo izdajo s svojih pesmih. Leta 1898 so izdali tretjo izdajo v tiskarni Béle Wellischa v Monoštru. Takrat je bila čitljiv pesem Szlovenszka peszem, in dela Mihaela Sveteca Peszen od lübezni.